# Industriavtalet
Industriavtalet är ett kollektivt framförhandlat samarbetsavtal i Sverige som facken och arbetsgivarna inom industrin slöt 1997. Det har fått stor betydelse för avtalsrörelserna och har påverkat situationen även i andra sektorer.
En viktig faktor är att förhandlingarna om nya kollektivavtal har blivit mer reglerade än tidigare. Industriavtalet slår fast att förhandlingarna ska påbörjas senast tre månader innan det gamla kollektivavtalet löper ut. Om parterna inte har enats när en månad återstår ska särskilda medlare ("opartiska ordförande") utses. Dessa har rätt att lägga egna förslag till lösningar. De kan också skjuta upp varslade stridsåtgärder i 14 dagar, vilket innebär att de har större befogenheter än medlarna på området tidigare hade.
Avtalet innebär också att flera institutioner tillkom. Industrikommittén består av företrädare för de avtalsslutande parterna och ska följa och främja tillämpningen av avtalet. Det är kommittén som utser de opartiska ordförandena. Industrikommittén utser också ett ekonomiskt expertråd, Industrins ekonomiska råd, som har till uppgift att ge utlåtanden och rekommendationer, till exempel om industrins konkurrenskraft.
Industriavtalet kom till stånd sedan regeringen uppmanat arbetsmarknadens parter att utarbeta nya arbetsformer. Avtalsrörelsen 1995 hade resulterat i löneökningar som ansågs försvaga konkurrenskraften, och nu ville man säkerställa att löneökningarna låg på samma nivå som genomsnittet i EU. Svaret kom i form av en debattartikel i Dagens Nyheter den 1 juni 1996, där sex LO-förbund med Metall i spetsen tillsammans med TCO-förbundet SIF och Saco-förbundet CF bjöd in arbetsgivarsidan till förhandlingar. Arbetsgivarna svarade i en ny debattartikel i augusti, och den 18 mars 1997 undertecknades det färdiga avtalet. 
Den största av arbetsgivarorganisationerna, Teknikföretagen, sade upp avtalet i april 2010. Motiveringen var att övriga parter inte hade tagit tillräcklig hänsyn till industrins behov av att kunna konkurrera med utländska företag. Då återstod fem organisationer som avtalsslutande parter på arbetsgivarsidan: Skogsindustrierna, Stål- och metall, Industri- och kemigruppen, Trä- och Möbelföretagen samt Livsmedelsföretagen.  
Ett nytt Industriavtal gäller från den 1 juli 2011 då det ersätter det befintliga Industriavtalet från 1997 som varit en hörnsten för lönebildningen i Sverige. Det nya Industriavtalet, som undertecknades den 21 juni, förstärker och breddar parternas gemensamma arbete för att utveckla svensk industri. Det förstärker också industrins lönenormerande roll genom tydligare syfte och inriktning och delvis nya regler för förhandlingarna. I det nya Industriavtalet är Teknikföretagen åter en part. 
Det så kallade märket eller industrinormen anger en ram för lönekostnadsökningar gällande för hela arbetsmarknaden.